# Magí Nuet i Mulet
Magí Nuet i Mulet (Santa Coloma de Queralt, 24 de gener de 1656 – 28 d’octubre de 1679) va ser un organista, compositor de l'església parroquial de Santa Maria de Verdú.
Es desconeix com s'introdueix Mulet en les composicions per a orgue, atès que els seus pares eren d’origen humil i no estaven relacionats en l’àmbit musical. Josep Maria Salisi planteja que, de ben infant, seria educat en una capella musical o introduït en una escola. La primera coneguda sobre Mulet és del 10 de juny de 1676, quan figura a l'església de Santa Maria de Verdú, on possiblement hi accedeix a través de l'organista colomí Josep Fornés (o Forner), que ja es trobava a l'església verdurina.
El 1676 exerceix a Verdú com a mestre de capella i organista, però renuncia a aquesta funció els següents anys (1677, 1678 i 1679) per motius desconeguts. Probablement, no va abandonar el municipi urgellenc; no debades, durant el bienni 1677-1678 compon les següents obres a sis veus, totes dipositades al Fons Verdú de la Biblioteca de Catalunya:
- Alma redeptemoris mater (antífona, 1677)
- Ave Regina caelorum (antífona a sis veus, 1678)
- Christus natus est (salm, 1677)
- Fratres, Domine ad adjuvandum, Cum invocarem, In te Domine speravi, Qui habitat, Ecce nunc, Nunc dimittis (salm, 1677)
- Missa (1678)
- Regina caeli (antífona, 1677)
- Regina caeli (antífona, 1677)
- Salve regina (antífona, 1677)

El primer d’agost de 1679, Nuet es desplaça a Santa Coloma de Queralt, on morirà el 28 d’octubre del mateix any.